# Oreodera corticina
Oreodera corticina är en skalbaggsart som beskrevs av Thomson 1865. Oreodera corticina ingår i släktet Oreodera och familjen långhorningar.
Artens utbredningsområde är:
- El Salvador.
- Guatemala.
- Honduras.
- Nicaragua.

Inga underarter finns listade i Catalogue of Life.